# گلن الن (آلاباما)
گلن الن (به انگلیسی: Glen Allen) شهری در شهرستان فایت ایالت آلاباما است که مساحت آن ۱۷٫۰۱ کیلومتر مربع است و در سرشماری سال ۲۰۱۰ میلادی، ۵۱۰ نفر جمعیت داشته و تراکم جمعیتی آن، ۲۹٫۹۸ نفر در هر کیلومتر مربع بوده است.